# Craig (Missouri)
Craig – miasto w Stanach Zjednoczonych, w północno-zachodniej części stanu Missouri.
Liczba mieszkańców w 2000 roku wynosiła 309.
Miasto zostało założone w roku 1868. Jego nazwa została nadana na cześć prawnika i polityka Jamesa Craiga. Od 1869 roku działa tam poczta. 